# 飆！企鵝里德
《飆！企鵝里德》，2012年客家電視台製作的八點檔偶像劇，巨人傳播有限公司製作，由朱陸豪、莊凱勛、朱蕾安、祝釩剛、吳政迪主演。2012年1月15日開鏡，2012年4月24日殺青。2012年4月30日上檔。

## 播出時間
以下時間以當地時間（台灣時間）為準

### 首播
| 片名         | 頻道       | 所在地 | 播放日期及時間                            |
| ------------ | ---------- | ------ | ----------------------------------------- |
| 飆！企鵝里德 | 客家電視台 | 台灣   | 2012年4月30日每週一~週四20：00            |
| 飆！企鵝里德 | 中視HD台   | 台灣   | 2013年3月2日每週六~週日04：00（聯播兩集） |
| 飆！企鵝里德 | 公視HD台   | 台灣   | 2015年8月20日每週一~週五21：00            |

## 故事大綱
當幾個已經遺忘了，或是一直對夢想保持距離、不敢放手去追求的老師與家長，碰見一群憤世嫉俗的學生們—他們有的無知無覺虛度終日，有些是永遠的人生配角，還有的人成績優秀卻缺乏信心—因緣際會組成了一支競技啦啦隊，大家互相學習，一起追求夢想，過程中也許會跌倒、會有挫折，卻又學習如何堅持努力…只希望能夠為青春留下最閃亮的紀錄！
競技啦啦隊是充滿挑戰的運動，講求團隊默契，考驗身體與心靈的極限，這群身為高中生的隊員們，為了達成目標必須通過層層關卡。主角麥子，一直覺得自己是人生這齣戲中的配角，對自己沒有信心，他如何從競技啦啦隊找到自己？在這樣的過程中，更重要的是友誼與支持，當他們一步步踏得越來越穩健的時候，同時也發現了「為人加油」的真意！

## 演員陣容

### 主要演員
| 演員   | 角色            | 介紹 |
| 莊凱勛 | 阿川            | 謝文川，中學教師，幼保科老師，個性木訥平凡，卻為了幫助姪兒麥子與其他學生們的夢想而釋放熱情，成為「企鵝里德」啦啦隊永遠的啦啦隊。 |
| 朱蕾安 | 方宥怡          | 凍豆腐，中學教師，同時也是競技啦啦隊的冰山教練，然而在冷酷的表象下，其實有著超乎常人的熱血，與不為人知的過去...                  |
| 祝釩剛 | 小溫            | 溫育綸，吞吞的遠房表叔，在學校附近開了一家撞球網咖。他曾是光芒四射的撞球國手，卻因意外被迫退休，而有過一段失意的日子。           |
| 吳政迪 | 麥子            | 謝子易，有個各方面表現都十分出色的哥哥，讓他以為自己不過是人生的配角，然而在偶然的機會下，他開啟了自己的夢想...                  |
| 林文彬 | 麥子 （小時候） | 謝子易，有個各方面表現都十分出色的哥哥，讓他以為自己不過是人生的配角，然而在偶然的機會下，他開啟了自己的夢想...                  |

### 其他演員
| 演員   | 角色              | 介紹 |
| 朱陸豪 | 校長              | 光復中學校長 |
|        | 唐唐              | 唐佳樺，自幼被父母捧在手心呵護的獨生女，也曾是啦啦隊好手，更曾與隊友斧頭被視為是「最速配」的校園情侶。這一切，卻因為一場大火而幻滅，而縱火的人竟是她最愛的人... |
| 施名帥 | 斧頭              | 林柏宇，台北來的轉學生，啦啦隊裡的第一把好手，然而總是神情陰鬱。更因為他與女孩唐唐的過去，竟成為藍儂眼中的「情敵」！                                            |
| 李康逢 | 藍儂              | 周昀農，家境優渥的他，天資聰穎卻吊兒郎當，對什麼事情都只有三分鐘熱度，人生座右銘就是「拼命玩過癮」！但後來反而成為啦啦隊的核心人物。                            |
| 林書玄 | 大熊              | 熊仁康，身材微胖的他就像隻熊，但個性也像熊一樣不善表達又有點自閉，其實卻是個渴望友誼的溫柔男生。                                                                |
| 徐韻庭 | 吞吞              | 溫天晴，個性害羞，沒有脾氣，因為暗戀藍儂而加入啦啦隊，卻意外發現了她的運動天賦，破繭而出成為隊中最亮眼的其中一個。                                              |
| 劉慈   | 仔仔              | 藍美虹，家境貧困，身為長女的她，一心希望能早日畢業趕快工作，改善家裡的環境。身形嬌小，個性卻意外地堅強。                                                        |
| 鄭皓云 | 皓呆              | 啦啦隊中平凡卻讓人無法忽略的女孩，也許沒有什麼精彩動人的人生故事，關鍵時刻卻從未缺席，是隊中重要的穩定力量。                                                    |
| 林貞瑩 | 小雅              | 李秀雅，個性天真浪漫，總幻想可以遇見偶像劇般的愛情，會加入啦啦隊完全是因為看了太多美國YA電影，後來卻真心愛上這項運動。                                          |
| 徐曼翊 | 曼曼              | 啦啦隊隊員 |
| 李艾芸 | 小艾              | 啦啦隊隊員 |
| 曾祥銓 | 阿鈞              | 許偉鈞，原本是與啦啦隊水火不容的籃球隊的一員，後來卻深受這群雜牌軍啦啦隊所感動，而成為隊中不可或缺的好手。                                                      |
| 徐立瀚 | 老K               | 徐少皇，籃球隊隊長。 |
| 黃采儀 | 仔仔媽            | 藍美虹的媽媽 |
| 張馨月 | 斧頭媽            | 林柏宇的媽媽 |
| 蔡阿炮 | 任建南            | 大熊找來的啦啦隊教練。 |
| 賈孝國 | 大武老師          | 中學教師，幼保科的班導師，光復中學英文老師。 |
| 吳淑敏 | 小敏老師          | 保健室老師 |
| 陳若萍 | 池秀玲            | 鄉長，麥子的媽媽、阿川老師的大嫂，反對麥子加入競技啦啦隊。 |
|        | 美春阿姨          | 唐唐的阿婆 |
| 李宣   | 謝子寬            | 謝子易的哥哥，池秀玲鄉長的大兒子，謝文川的姪兒。 |
| 謝斯富 | 謝子寬 （小時候） | 謝子易的哥哥，池秀玲鄉長的大兒子，謝文川的姪兒。 |
| 黃振尉 | 周維剛            | 綽號猴子，人才教育雜誌記者，光復中學校友。 |

### 客串演出
| 演員   | 角色       | 介紹                                                   |
| 董至成 | 溫爸       | 小溫，溫育綸的爸爸。                                   |
| 彭佳霓 | 溫媽       | 小溫，溫育綸的媽媽。                                   |
| 黃鐙輝 | 政群       | 宥怡大學前男友                                         |
| 周芯瑩 | 佩玲       | 宥怡大學時期的好友。                                   |
| 王旻瑛 | 新聞主播   |                                                        |
| 徐佩儀 | 鄉長秘書   | 池秀玲鄉長的秘書                                       |
| 尤瓏澍 | 三合院阿公 |                                                        |
| 藍一萍 | 大熊阿婆   |                                                        |
| 邱德治 | 阿志教練   | 籃球隊教練                                             |
| 謝國玄 | 活動組長   | 光復中學活動組長                                       |
| 戴士堯 | 老K父      | 老K的父親                                              |
| 廖志華 | 麥父       | 麥子的父親、池秀玲的老公、謝文川的大哥，曾是體操國手。 |
| 楊宗樺 | 中醫師     |                                                        |

## 電視劇歌曲
| 曲別   | 歌名           | 演唱者           | 作詞   | 作曲   |
| 片頭曲 | 山頂壁壢角     | 暗黑白領階級樂團 | 黃子軒 | 黃子軒 |
| 片尾曲 | 下課           | 聖代             | 謝宣圻 | 謝宣圻 |
| 插曲   | 也無風雨也無晴 | 黃建為           | 黃建為 | 黃建為 |

## 重要場景
- 新竹市私立光復高級中學

## 製作團隊
- 製作人：張富、羅國倫
- 編　劇：
- 導　演：王傳宗
- 製作公司：巨人傳播有限公司

## 節目獎項
| 第47屆金鐘獎   |        |      |
| 獎項           | 受獎者 | 結果 |
| 戲劇節目導演獎 | 王傳宗 | 提名 |

## 新聞
- 吳政迪初次好新鮮　老鳥莊凱勛超習慣！
- 吳政迪《飆》自己 免演別人童年 （页面存档备份，存于）

## 外部連結
- 客家劇場的Facebook專頁（專頁於2013年5月起停止更新）
- 《飆！企鵝里德》官方網站 （页面存档备份，存于）

## 作品的變遷
| 客家電視台 【客家劇場】 每週一~週四20：00                                                 | 客家電視台 【客家劇場】 每週一~週四20：00 | 客家電視台 【客家劇場】 每週一~週四20：00 |
| ----------------------------------------------------------------------------------------- | ----------------------------------------- | ----------------------------------------- |
|                                                                                           | 飆！企鵝里德 (2012.04.30-2012.05.31)      |                                           |
| 面交男 (2012.04.23) 小金球 (2012.04.24) 下落村的來電 (2012.04.25) 記得打給她 (2012.04.26) | 那年，雨不停國 (2012.06.04-2010.06.12)    |                                           |

| 中視HD台 每週六~週日04：00（聯播兩集） | 中視HD台 每週六~週日04：00（聯播兩集） | 中視HD台 每週六~週日04：00（聯播兩集） |
| -------------------------------------- | -------------------------------------- | -------------------------------------- |
|                                        | 飆！企鵝里德 (2013.03.02 - 2013.03.31) |                                        |
| 美人心計                               | -                                      |                                        |

| 公視HD台 每週一~週五21：00           | 公視HD台 每週一~週五21：00               | 公視HD台 每週一~週五21：00 |
| ------------------------------------ | ---------------------------------------- | -------------------------- |
|                                      | 飆！企鵝里德 （2015.08.20 - 2015.09.16） |                            |
| 三隻小蟲 （2015.07.23 - 2015.08.19） | 長不大的爸爸 （2015.09.17 - 2015.10.14） |                            |

| 臺灣 客家電視台 每週一至週四 20:00 - 20:50 | 臺灣 客家電視台 每週一至週四 20:00 - 20:50          | 臺灣 客家電視台 每週一至週四 20:00 - 20:50 |
| ------------------------------------------ | --------------------------------------------------- | ------------------------------------------ |
|                                            | 飆！企鵝里德（重播） （2016年5月2日－2016年6月2日） |                                            |
| 谷風少年 （2016年3月28日－2016年4月28日）  | 不毛地帶 （2016年6月6日－2016年7月7日）             |                                            |